# Apoldi erődtemplom
Az apoldi erődtemplom műemlékké nyilvánított épület Romániában, Maros megyében. A romániai műemlékek jegyzékében az MS-II-a-A-15594 sorszámon szerepel.